# Villeneuviella noctivaga
Villeneuviella noctivaga är en tvåvingeart som beskrevs av Grunin 1957. Villeneuviella noctivaga ingår i släktet Villeneuviella och familjen Rhiniidae. Inga underarter finns listade i Catalogue of Life.